# Libuv
libuv ist eine Programmbibliothek für asynchrone Ereignis-Benachrichtigung. Die Bibliothek unterstützt epoll (Linux), kqueue (FreeBSD), Windows IOCP und Solaris event ports. Sie wurde ursprünglich für Node.js geschrieben, allerdings wird sie auch von Luvit und der Programmiersprache Julia verwendet.